# Robert Allen Rolfe
Robert Allen Rolfe (ur. 12 maja 1855 w Wilford, zm. 13 kwietnia 1921 w Kew) – brytyjski botanik, specjalizujący się w badaniach nad storczykami. Przez pewien czas pracował w ogrodach przy Welbeck Abbey. W 1879 roku rozpoczął pracę w Kew Gardens i został drugim asystentem.
Był pierwszym kuratorem herbarium storczyków w Królewskich Ogrodach Botanicznych w Kew. Założył magazyn The Orchid Review i opublikował wiele prac na temat hybryd różnych gatunków storczyków.
Rodzaj Allenrolfea z rodziny szarłatowatych został nazwany na jego cześć przez Ottona Kuntzego.
Standardową skróconą formą zapisu autora, używaną do wskazania przy cytowaniu nazw botanicznych, jest Rolfe.

## Publikacje[4]
- On the Selagineæ described by Linnæus, Bergius, Linnæus, fil., and Thunberg 1883 Botanical Journal of the Linnean Society 20(129): 338–358.
- On Hyalocalyx, a new Genus of Turneraceæ from Madagascar. 1884 Journal of the Linnean Society of London, Botany 21(134): 256–258.
- On the Flora of the Philippine Islands, and its probable Derivation. 1884 Botanical Journal of the Linnean Society 21(135): 283–316.[5]
- On Bigeneric Orchid Hybrids. 1887 Botanical Journal of the Linnean Society 24(160): 156–170.
- A Morphological and Systematic Review of the Apostasieæ. Botanical Journal of the Linnean Society, 25(171): 211–243.
- The Orchid Stud-Book: An Enumeration of Hybrid Orchids of Artificial Origin, with their parents, raisers, date of first flowering, references to descriptions and figures, and synonymy. With an historical introduction and 120 figures and a chapter on hybridising and raising orchids from seed. 1909